# Otoe (Nebraska)
Otoe – wieś w Stanach Zjednoczonych, w stanie Nebraska, w hrabstwie Otoe.